# Premio a la Mejor Jugadora de Europa de la UEFA 2013-14
El Premio a la Mejor Jugadora de Europa de la UEFA 2013-14 es un galardón que se otorgó por la Unión de Asociaciones de Fútbol Europea (UEFA) a la mejor futbolista europea de la temporada 2013-14. La distinción le fue entregada a la ganadora, Nadine Keßler, en Mónaco, el 28 de agosto de 2014.

## Palmarés
Entre las diez seleccionadas a optar a finalistas, el VfL Wolfsburgo fue el club más representado con cinco jugadoras, seguido por las cuatro del Tyreso F. F.

### Finalistas
| Posición | Futbolista     | Club           | Votos |
| -------- | -------------- | -------------- | ----- |
| 1.ª      | Nadine Keßler  | VfL Wolfsburgo | 9     |
| 2.ª      | Martina Müller | VfL Wolfsburgo | 3     |
| 3.ª      | Nilla Fischer  | VfL Wolfsburgo | 0     |

### Preseleccionados
Las tres finalistas salieron de un total de diez jugadoras que finalizaron clasificadas según los puntos obtenidos en las votaciones.
| Posición | Futbolista     | Club               | Puntos |
| -------- | -------------- | ------------------ | ------ |
| 4.ª      | Lena Goeßling  | VfL Wolfsburgo     | 6      |
| 5.ª      | Vero Boquete   | Tyresö F. F.       | 5      |
| 5.ª      | Lotta Schelin  | Olympique Lyonnais | 5      |
| 7.ª      | Marta          | Tyresö F. F.       | 3      |
| 7.ª      | Alexandra Popp | VfL Wolfsburgo     | 3      |
| 7.ª      | Caroline Seger | Tyresö F. F.       | 3      |
| 10.ª     | Christen Press | Tyresö F. F.       | 2      |